# Раде Філіпович
Раде Філіпович (Filipovich) (1946), сербський та чорногорський дипломат.

## Біографія
Народився в 1946 році. Закінчив Подгорицький університет, електротехнічний факультет. У 1988 закінчив Докторантуру Приазовського державного технічного університету (Маріуполь, Україна). Доктор технічних наук, професор.
З 1991 по 1994 — генеральний директор Югославської Енергокомпанії. 
З 1992 — депутат Скупщини Чорногорії.
З 1994 по 1996 — директор Спілки югославських електрогосподарств.
З 1996 по 1999 — міністр гсподарства Союзного уряду Югославії.
З 2000 по 2003 — Надзвичайний і Повноважний Посол Югославії в Києві (Україна) та в Молдові за сумісництвом.
З 2003 по 2004 — Надзвичайний і Повноважний Посол Сербії та Чорногорії в Києві (Україна) та в Молдові за сумісництвом.